# 铁营镇
铁营镇，是中华人民共和国山東省德州市乐陵市下辖的一个乡镇级行政单位。
铁营镇有制药等工业、产业园区，以及乐陵技工学校。

## 行政区划
铁营镇下辖以下地区：
大王庄村、赵滩子村、郑庙村、高文亭村、张蝎子村、王滩子村、桑坊村、洼杜村、辛庄村、张盘石村、桑庄村、国坊村、封桥村、唐家村、中张村、后张村、兴隆社区村、铁营社区村、闫集社区村、六兴塬社区村、四张社区村和四和社区村。